# Bothriochloa ischaemum
Bothriochloa ischaemum är en gräsart som först beskrevs av Carl von Linné, och fick sitt nu gällande namn av Yi Li Keng. Bothriochloa ischaemum ingår i släktet Bothriochloa och familjen gräs. Inga underarter finns listade i Catalogue of Life.

## Bildgalleri

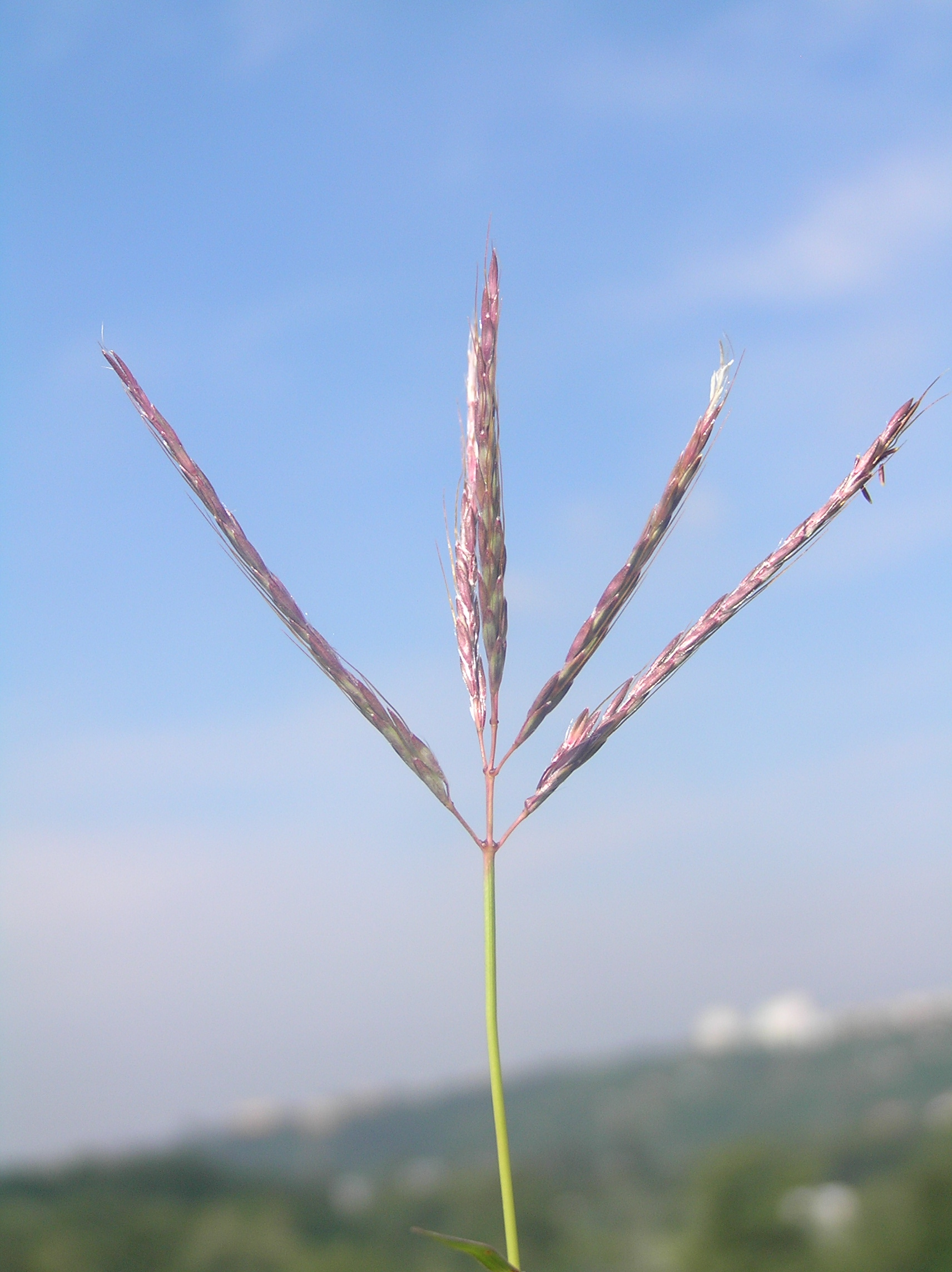
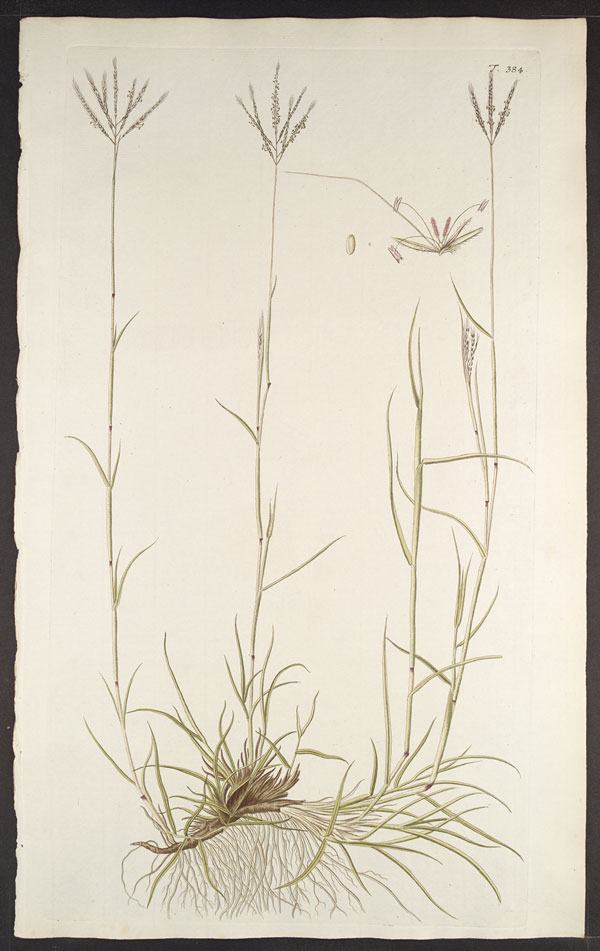
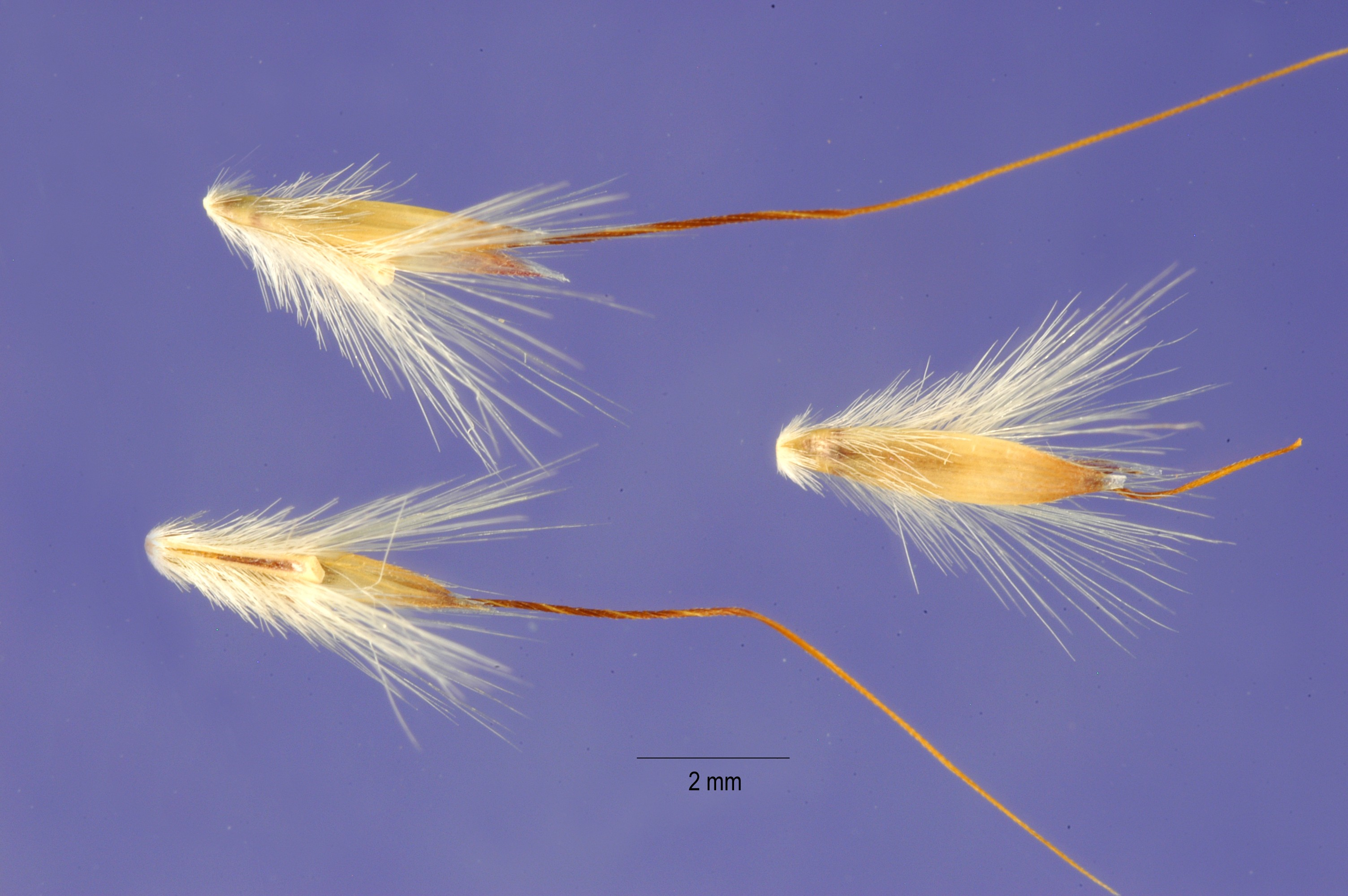
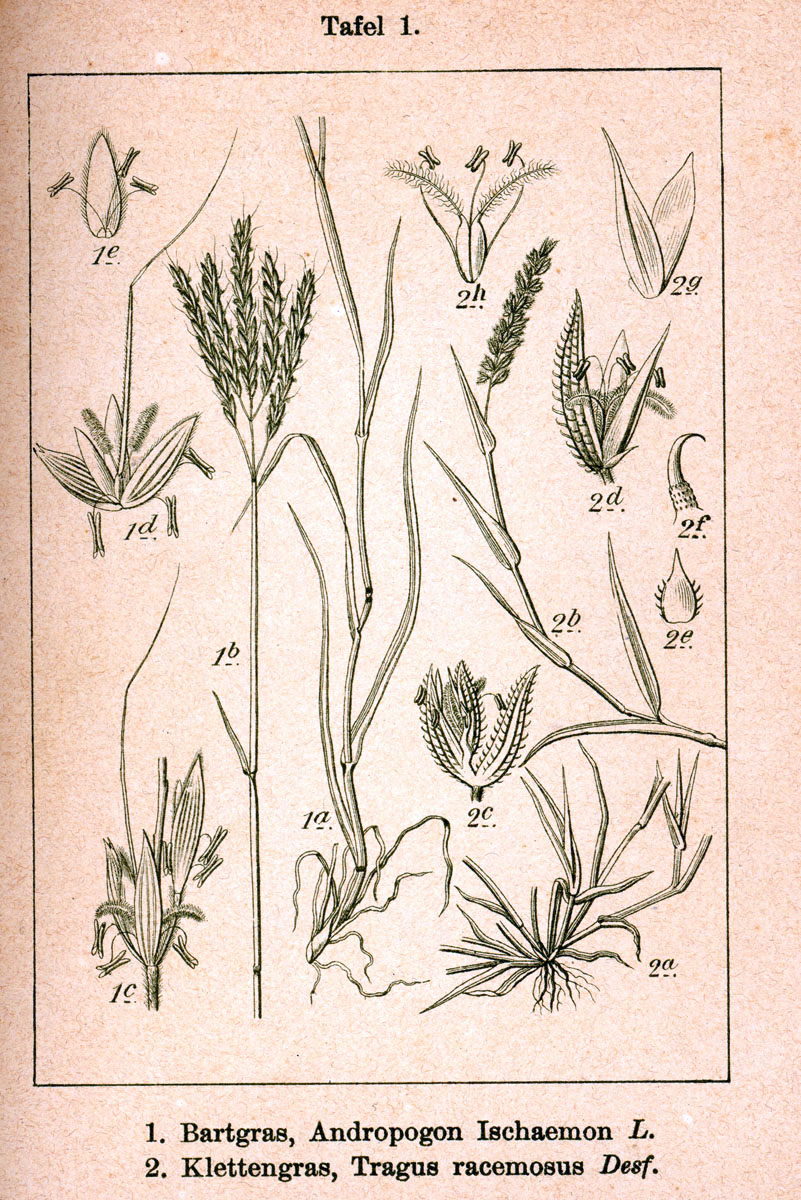